# Hepcidin
Hepcidin-25 (hepatical bactericidal protein, kurz Hepcidin, auch LEAP1, liver expressed antimicrobial peptide 1) heißt ein Protein (Eiweißmakromolekül) mit 25 Aminosäuren in höheren Säugetieren. Hepcidin-25 spielt eine wichtige Rolle in der Regulation des Eisen-Stoffwechsels, indem es die Eisenaufnahme über den Darm und über die Plazenta sowie die Freisetzung von Eisen aus dem retikuloendothelialen System (RES) bremst. Zunächst wurde Hepcidin-25 als ein Peptid beschrieben, welches bei der Mikrobenabwehr beteiligt ist. Eine mangelnde Hepcidinwirkung ist bei den autosomal-rezessiven Formen der Hämochromatose (Typ 1 - 3) beteiligt.

## Bildung
Der Körper produziert Hepcidin aus einer Vorstufe, einem Präpropeptid mit 84 Aminosäuren, in der Leber. Pro-Hepcidin wird durch das HAMP-Gen (HFE-2B) codiert. Es wird vermehrt gebildet, wenn Eisen und Sauerstoff (bei guter Eisenversorgung und gut vorhandenem Sauerstofftransport in die Gewebe) und Interleukin-6 (bei Entzündungen) vermehrt vorhanden sind.

## Wirkungen
Hepcidin-25 bindet z. B. in Dünndarmmucosazellen und in Makrophagen an Ferroportin, welches normalerweise Eisen aus dem Zellinneren heraustransportiert. Ist Hepcidin an Ferroportin gebunden, können diese Zellen kein Eisen mehr exportieren und im Blut an das Transportprotein Transferrin abgeben. Dünndarmmucosazellen können erst in den letzten zwei Tagen, bevor sie in den Darm abgestoßen werden, ihr aufgenommenes Eisen über das Ferroportin wieder exportieren; wenn viel Ferroportin durch Hepcidin inaktiviert wird, geht das in diese Zellen aufgenommene Eisen mit der Zellabschilferung wieder über den Stuhl verloren. So regelt Hepcidin die Eisenaufnahme im Darm herunter. 
Hepcidin spielt auch eine wichtige Rolle bei der Veränderung des Eisenstoffwechsels im Rahmen chronischer Entzündungen. Das bei solchen Entzündungen erhöhte Interleukin-6 führt zu einer Erhöhung des Hepcidinspiegels. Dieses hält dann das Eisen in den Makrophagen, die in der Milz alte Erythrozyten abbauen, und verhindert ein promptes Recycling, was dann zu einer entzündungsbedingten Anämie führt.
Säugetiere können Eisen nicht aktiv ausscheiden. Der Eisenhaushalt wird somit im Wesentlichen über die Eisenaufnahme durch das Hepcidin reguliert.
Ein Hepcidin-Agonist kann durch die Hemmung des Ferroportin-gesteuerten Eisentransports aus der Darmzelle bei Eisenüberladung eingesetzt werden, wie bei einer Hämochromatose oder auch im Rahmen sekundär erhöhter Eisenmengen im Körper, etwa bei kongenitalen Anämien wie der Thalassämie oder der sideroblastischen Anämie. Ein erster Hepcidin-Agonist in Form eines synthetischen Proteins, das den ersten neun Aminosäuren des Hepcidins ähnelt, aber soweit modifiziert wurde, dass es oral aufgenommen werden kann, bewährte sich als „Minihepcidin“ in ersten Versuchen, senkte effektiv die Blut-Eisenkonzentration und verhinderte eine Eisen-Einlagerung in der Leber. Ebenso ist ein Hepcidin-Antagonist zur Behandlung von Anämien im Rahmen chronischer Krankheiten und bei der seltenen eisenresistenten Eisenmangelanämie, der eine erhöhte Hepcidin-Bildung zugrunde liegt, in der Entwicklung.

## Laborwerte
Hepcidin und sein Vorläufer, nämlich das pro-Hepcidin, können im Blut und im Urin nachgewiesen werden. 